# وینستون (جورجیا)
وینستون (به انگلیسی: Winston) یک منطقهٔ مسکونی در ایالات متحده آمریکا است که در شهرستان داگلاس، جورجیا واقع شده‌است. وینستون ۳۶۴٫۸ متر بالاتر از سطح دریا واقع شده‌است.